# Basílica de Santa Ana (Varennes)
La Basílica de Santa Ana (en francés: Basilique Sainte-Anne-de-Varennes) Es una basílica menor católica dedicada a la Santa Ana situada en Varennes, una localidad de la provincia de Quebec, al este de Canadá. La basílica está bajo la circunscripción de la diócesis católica de Saint-Jean-Longueuil. La basílica fue decretada el 18 de junio de 1993 por el entonces papa Juan Pablo II.
Fue construida desde 1884 hasta 1887 por los arquitectos Albert Mesnard y Henri-Maurice Perrault. La iglesia contiene varias referencias al arte románico y gótico. Las obras que se llevaron a cabo en el interior son de Guido Nincheri, Félix Mesnard y Antoine Durenne.
El edificio sustituye a una antigua iglesia parroquial erigida por el obispo de Saint-Vallier en 1692, un segundo edificio fue construido en 1718 inspirado en la antigua iglesia de Cap-de-la-Madeleine y una tercera iglesia se terminó en 1780 siguiendo el modelo de la parroquia de la Sagrada familia (paroisse de Sainte-Famille).

## Véase también

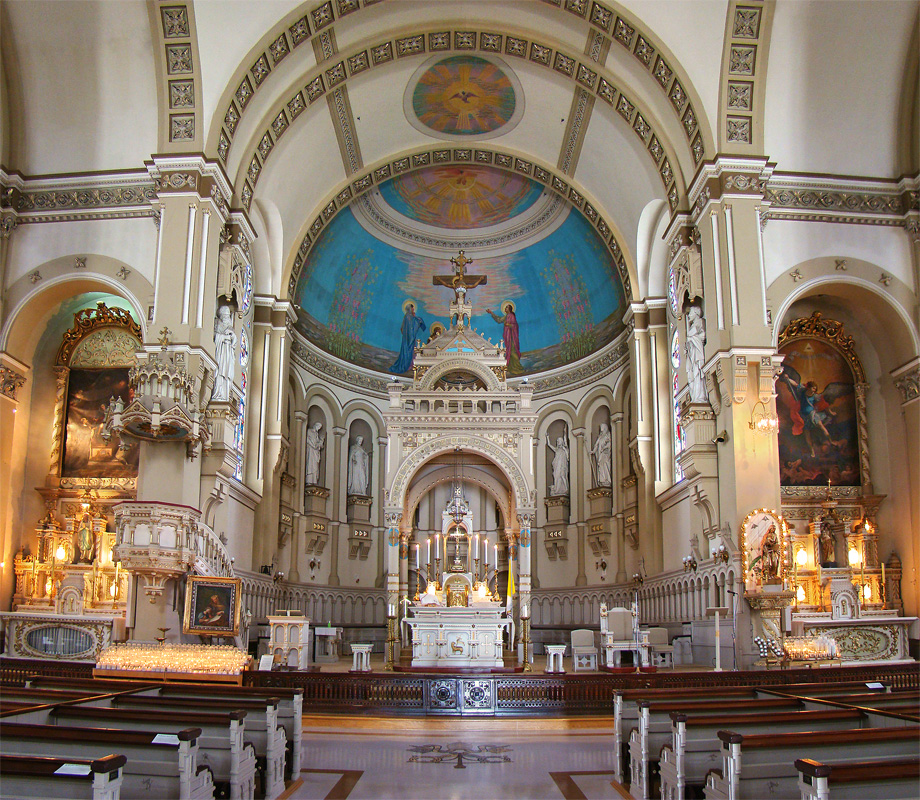
Vista interna